# Biserica de lemn „Sfântul Nicolae” din Popovca
Biserica de lemn „Sf. Nicolae” este o biserică amplasată în Popovca, raionul Fălești, Republica Moldova. Este un monument arhitectural de importanță națională inclus în Registrul monumentelor Republicii Moldova ocrotite de stat cu nr. 1206 (raionul Fălești). Datează din 1917.